# Pentace rigida
Pentace rigida är en malvaväxtart som beskrevs av André Joseph Guillaume Henri Kostermans. Pentace rigida ingår i släktet Pentace och familjen malvaväxter. Inga underarter finns listade i Catalogue of Life.